# Cycloptilum antillarum
Cycloptilum antillarum är en insektsart som först beskrevs av Ludwig Redtenbacher 1892.  Cycloptilum antillarum ingår i släktet Cycloptilum och familjen Mogoplistidae. Inga underarter finns listade i Catalogue of Life.